# Windsurfen

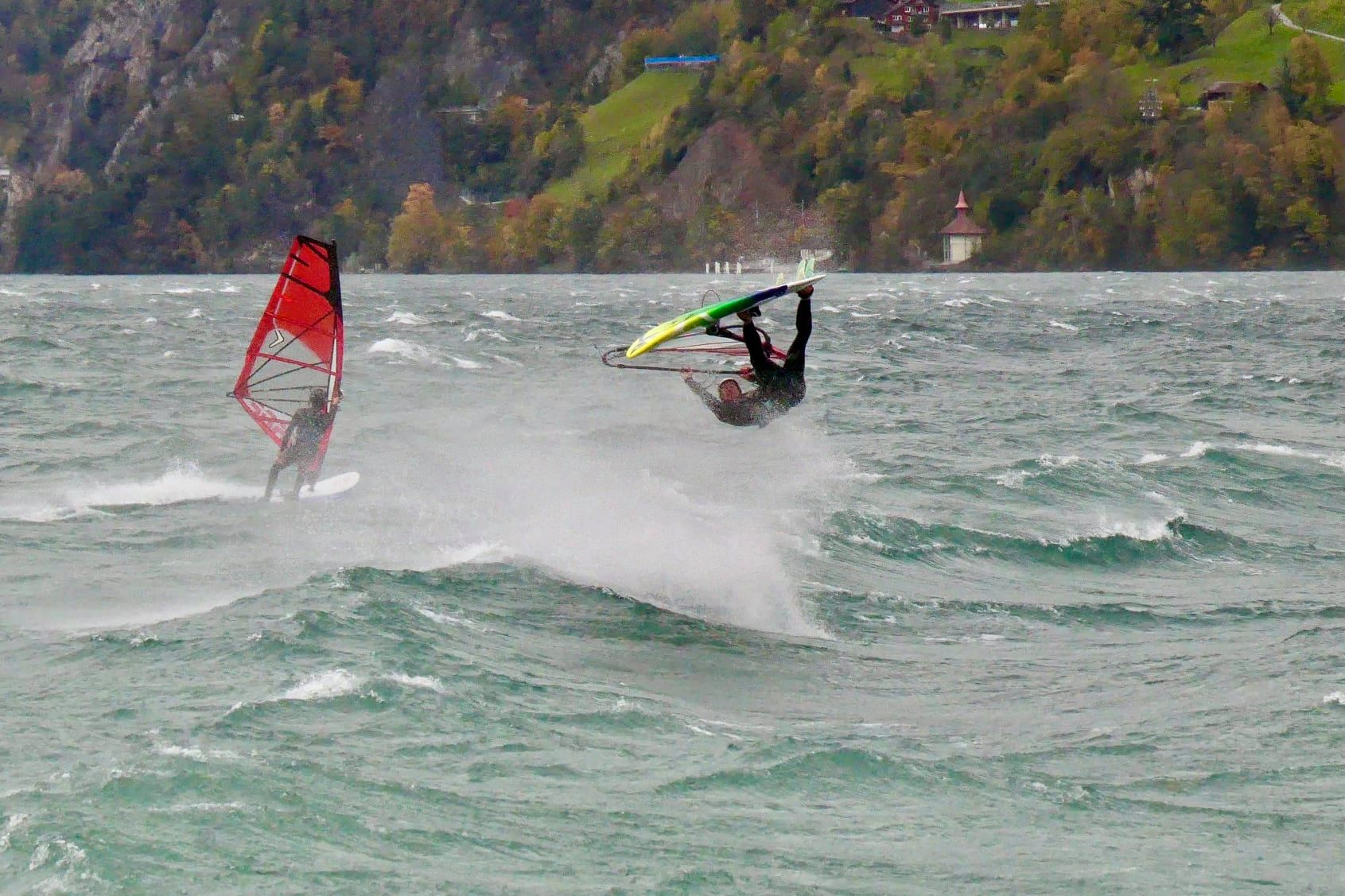
Windsurfer bei Föhn am Urnersee in der Schweiz

Windsurfen (früher auch Brettsegeln, Segelsurfen oder Stehsegeln genannt) ist eine Wassersportart, bei der man, auf einem Surfbrett stehend, ein Segel zur Fortbewegung nutzt. Das Segel ist dreh- und kippbar mit dem Brett verbunden, was spektakuläre Manöver und Tricks ermöglicht. Die in den USA entwickelte Sportart wurde zur Trendsportart und hat sich weltweit etabliert.

Windsurfer auf Hawaii

## Entwicklung des Windsurfens

### Erfindung

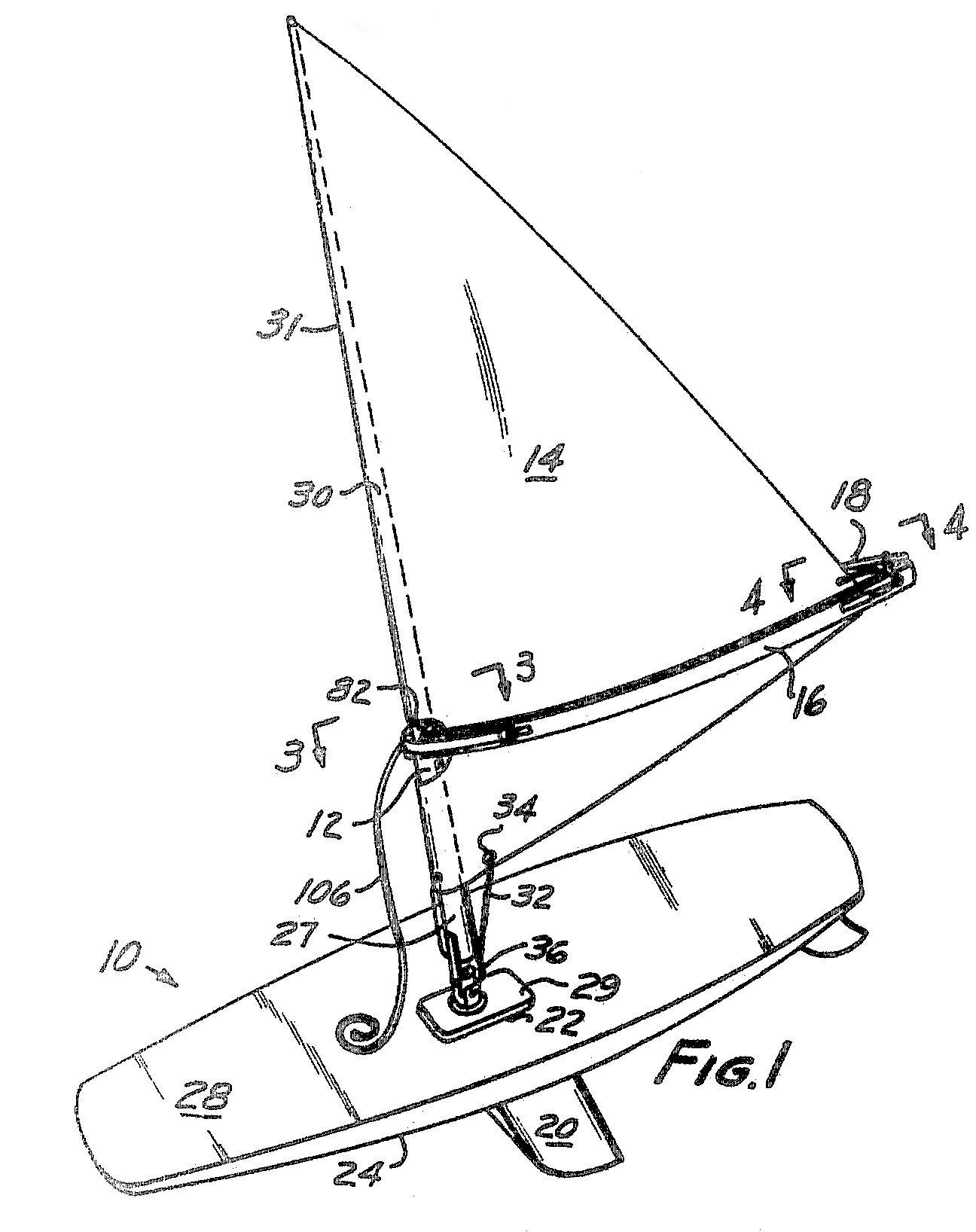
Illustration des Patents von Jim Drake und Hoyle Schweitzer (1968)

Das Windsurfen ist aus dem Wellenreiten und dem Segeln entstanden: Die Nutzung der Kraft des Windes ermöglichte es, sich das mühsame Paddeln gegen die Wellen zu ersparen. Im November 1964 zeichnete Newman Darby sein Darby Sailboard und veröffentlichte in Popular Science, das in einer Auflage von 1,5 Millionen Exemplaren in den USA erschien, eine bebilderte Selbstbauanleitung für sein Segelbrett. Er verwendete dabei ein Segel ähnlich einem Kinderdrachen, bei dem ein Mast beweglich mit dem Surfboard verbunden war und eine horizontale Spiere zum Halten des Segels diente. Newman Darby baute mehrere dieser Sailboards und es existieren Filme über seine Probefahrten.
Der Amerikaner Jim Drake, Ingenieur des US-Verteidigungsministeriums, versah ein Surfboard mit einem Segel, um das lästige Paddeln durch die Wellen zu vermeiden und entwickelte dazu das Bauprinzip des Windsurfers mit einem „Paar gekrümmter Bäume, welche querab zur Spiere verlaufen und zwischen sich das Segel halten“, wie der Gabelbaum umschrieben wird. Finanziert wurde das Projekt von seinem damaligen Freund Hoyle Schweitzer, mit dem er gemeinsam 1968 ein Patent in den Vereinigten Staaten, Großbritannien und Deutschland anmeldete. Drake startete in der Jamaica Bay in New York am 21. Mai 1967 zum ersten Mal mit seinen Windsurfer „Old Yeller“. Vor ihm hatte der Engländer Peter Chilvers mit der Idee gespielt, ein Surfbrett mit einem Segel zu verbinden. Jedoch hatte Drake schließlich die entscheidende Idee, das Segel mit einem Gabelbaum zu spannen und moderne Materialien für Brett, Mast und Segel einzusetzen. Am 6. Januar 1970 wurde dem Patentantrag „für ein windbetriebenes Fahrzeug“ (US-Patent Nr. 3487800) vom USPTO stattgegeben.
Hoyle Schweitzer erkannte die wirtschaftlichen Möglichkeiten des Windsurfens und trieb die Entwicklung weiter voran. Zusammen mit seiner Frau Diana gründete er das Unternehmen Windsurfing International Inc. und übernahm 1973 auch Drakes Anteile an den Patentrechten. Ein Jahr nachdem Windsurfen erstmals olympische Disziplin – jedoch zu aller Erstaunen auf dem deutschen Windglider – geworden war, lief das Patent aus.
In Europa wurde das Patent in einem Verletzungsverfahren vor dem Münchner Patentgericht eingeschränkt. Ursprünglich hatten Schweitzer und Drake das Kardangelenk des Mastfußes und das Rigg (die Einheit aus Segel, Mast, Mastfuß und Gabelbaum) geschützt. Das Gericht würdigte aber die frühere Erfindung von Newman Darby, der bereits sein Segel beweglich mit dem Board verbunden hatte und beließ Schweitzer nur den Gabelbaum als Patentinhalt, da der Gabelbaum im Gegensatz zu dem kinderartigen Drachensegel von Darby mit nur einer Haltespiere eine deutliche Verbesserung darstellte. Das Patent zum Gabelbaum reichte ihm aber aus, um praktisch in allen patentgeschützten Märkten Lizenzen eintreiben zu können.
Zusammenfassend waren vier Personen maßgeblich an der Entwicklung des Sports beteiligt: Newman Darby als eigentlicher Erfinder der Sportart, Jim Drake als Erfinder des Gabelbaumes und Hoyle Schweitzer, der das Windsurfen zu einem spektakulären Trendsport entwickelte und damit wirtschaftlich erfolgreich war. Neben den Amerikanern hatte auch der deutsche Fred Ostermann  ein Board, den Windglider entwickelt, der in Europa und später in der ganzen Welt die Märkte beherrschte. Der Windglider wurde so das einzig zugelassene Surfbrett anlässlich der ersten olympischen Windsurfwettbewerbe bei den Olympischen Spielen 1984 in Los Angeles.
Fred Ostermann ist auch der Erfinder des Tandemsurfens.

### Weiterentwicklung

Windsurfer vor Tarifa. Im Vordergrund ein Cambersegel in Gleitfahrt, im Hintergrund ein RAF-Segel in Verdrängerfahrt

In den folgenden Jahren setzte parallel zu neuen Materialien und Innovationen eine starke Verbreitung der neuen Sportart ein. Wesentliche Meilensteine setzte „Windsurfing Hawaii“ in den Jahren 1976–1977 mit der Entwicklung des Trapezes zur Entlastung der Hände, Fußschlaufen für höhere Standfestigkeit auf dem Brett, leichten und agilen Brettern, die Sprünge ermöglichten, sowie mit kürzeren Gabelbäumen. Parallel zu diesen frühen Funboardaktivitäten in Hawaii hat sich Ende der 1970er, Anfang der 1980er Jahre in Europa eine wachsende Gemeinde von Longboardenthusiasten gebildet. So konnten zum Beispiel das Windglider Board von Fred Ostermann, auf dem später (1984) um olympisches Gold gesegelt wurde oder auch der Mistral Competition, der mit 270.000 Exemplaren eines der meistverkauften Surfboards wurde, dazu beitragen, dass in Europa Mitte der achtziger Jahre etwa 2,8 Millionen Surfer ihrem Sport frönten. Die Mutter aller Trendsportarten war damit geboren.
Windsurfer umgab das Image von Freiheit und Naturverbundenheit. Rund um das Windsurfen und seine Idole wurde in den 1980ern bis Mitte der 1990er Jahre ein regelrechter Kult betrieben. Der Surfertyp wurde mit hübschen Mädchen, eigener Mode und Lebenseinstellung in Verbindung gebracht. Die Trendsportart wurde bestens vermarktet und fand Anhänger in aller Welt. Eigene Magazine wie „Surf“ und „Stehsegelrevue“ verbreiten im deutschen Sprachraum die neuesten Trends und Informationen.

### Umstellung auf das Kurzbrett

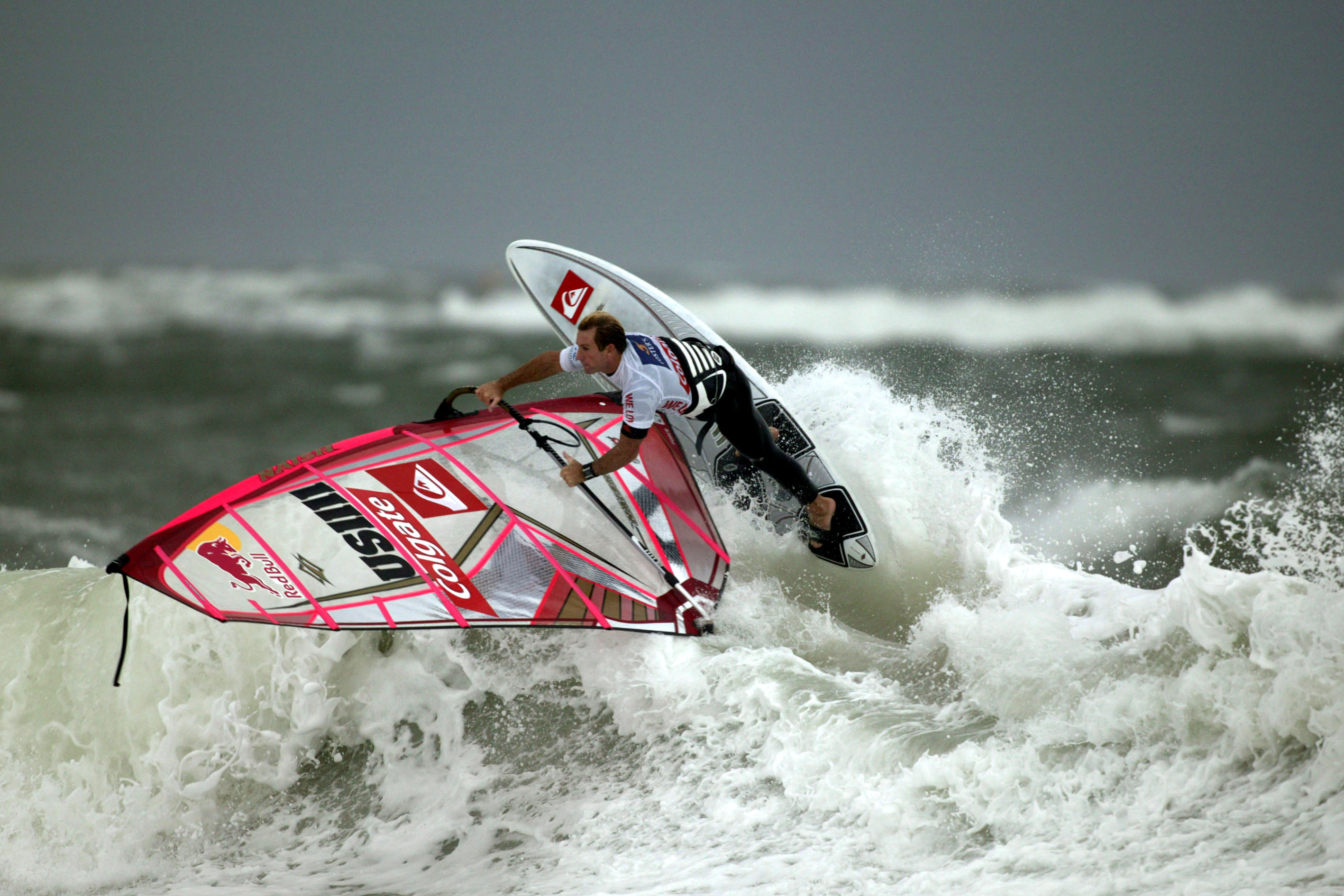
Robby Naish beim Windsurf World Cup Sylt 2006

Diese Blütezeit des Surfens war als Massensport eine kurze, denn die einseitige Berichterstattung in den Fachmagazinen über die Kurzbrettszene (engl. Funboard), die 1980–1983 aus Hawaii nach Europa herüberschwappte und 1982 Jürgen Hönscheid zum ersten deutschen Windsurf-Profi machte, überforderte viele Longboardsurfer in Europa. Kaum einer wollte als „Stehsegler“ gelten, wenn andere über meterhohe Wellen sprangen. 1986 wurden in Deutschland noch 180.000 Surfboards verkauft. Seitdem ist die Zahl bis zum heutigen Tag konstant rückläufig. 2005 gingen in Deutschland lediglich 9.000 Surfboards über den Ladentisch. Damals wie heute erlernen etwa 40.000–50.000 Menschen das Windsurfen (belegt durch den VDWS, Verband der deutschen Windsurfing Schulen), allerdings mit dem  Unterschied, dass in den achtziger Jahren praktisch alle Neueinsteiger „on Board“ blieben, während heute 95 Prozent der Anfänger nach dem Erwerb des „Windsurfing Grundscheines“ diesen Sport wieder aufgeben. Das passiert in keinem anderen Sport.
Dies wird von Kritikern als Signal an die Industrie verstanden, wieder Surfbretter zu konzipieren, die von der breiten Masse gewünscht werden bzw. dieser verhilft beim Sport zu bleiben. Handel und Hersteller halten dem entgegen, dass Anfängermodelle verfügbar sind, aber kaum Absatz finden, da jeder Sportler so rasch wie möglich auf die kurzen, leichten und agilen Bretter umsteigt. Diese sind jedoch deutlich schwerer zu handhaben als die früheren Longboards, es dauert wesentlich länger und die athletischen Voraussetzungen sind deutlich höher, um damit richtig surfen zu können. Außerdem ist auch mehr Wind erforderlich, um die Leistungsfähigkeit des Kurzbretts auszuschöpfen. Das alles hat dazu geführt, dass weniger athletische beziehungsweise weniger geduldige Surfer den Sport wieder aufgaben.
Gleichzeitig verdankt der Sport dem Funboard eine atemberaubende Akrobatik und völlig neue Fahrtechniken wie die Faszination des „Gleitens“ und die Beherrschung der Welle.

### Höchstgeschwindigkeit
Üblicherweise gleiten Surfbretter mit 30 bis 45 Kilometer pro Stunde über das Wasser. Die Rekordgeschwindigkeiten über 90 km/h werden nur bei Sturmstärken auf sehr glattem Wasser mit speziellen, ca. 25 cm breiten Surfbrettern (sogenannten Speedneedles) erreicht. Die Kurzstrecken-Weltrekorde werden in der Regel auf einer künstlichen Wasserfläche am Strand von Saintes-Maries-de-la-Mer in der französischen Camargue aufgestellt; dort wurde eigens ein 1.100 m langer und 15 m breiter Kanal (le canal, auch French Trench) angelegt, um auch bei hohen Windgeschwindigkeiten die – Geschwindigkeit reduzierende – Wellenbildung auf dem Wasser fast vollständig zu verhindern.
Der absolute Geschwindigkeitsrekord wurde seit dem 6. März 2008 mit 49,09 Knoten (90,92 km/h) vom Franzosen Antoine Albeau gehalten.
Im Oktober 2004 holte der Ire Finian Maynard den Weltrekord für segelgetriebene Wasserfahrzeuge über 500 m vom Trimaran Yellow Pages Endeavour zu den Surfern. Am 10. April 2005 verbesserte er seinen Rekord noch auf 48,7 Knoten (90,19 km/h), was vom World Sailing Speed Record Council am 11. April 2005 ratifiziert wurde. Der schnellste Segler ist auf diese Strecke der Trimaran L'Hydroptère mit 44,81 Knoten; anders als die Surfer segelt die Hydroptère ihre Rekorde allerdings nicht auf einem künstlichen, optimierten Gewässer, sondern in Küstengewässern mit natürlichen Wellen.
Den Weltrekord für segelgetriebene Wasserfahrzeuge über eine Seemeile (1852 m) hielt ab dem 15. Oktober mit 39,97 Knoten ebenfalls Maynard. Am 31. Oktober 2006 übernahm der vorherige Weltrekordler Bjørn Dunkerbeck mit 41,14 Knoten wiederum den Rekord. Am 24. April 2007 brachte der Trimaran L'Hydroptère mit 41,69 Knoten pro Seemeile den Rekord jedoch wieder zu den Seglern.
Vom 28. Oktober 2010 bis zum 16. November 2012 galt der Kite-Surfer Rob Douglas (USA) als neuer Weltrekordhalter. Während der Lüderitz Speed Challenge (Namibia) fuhr er 55,65 Knoten, das sind 103,06 km/h, allerdings holte Paul Larson den Geschwindigkeitsrekord wieder zu den Seglern. Er erreichte mit der Vestas Sailrocket 2 eine Spitzengeschwindigkeit von 63 Knoten (116,68 km/h) und fuhr dabei mit einer Durchschnittsgeschwindigkeit von 59,23 Knoten (109,69 km/h) über eine Distanz von 500 m. 10 Tage später brach Paul Larson seinen eigenen Rekord wieder und setzte einen neuen Rekord bei 65,45 Knoten (121,21 km/h) auf 500 m.
Im November 2012 stellte der französische Windsurfer Antoine Albeau Lüderitz Speed Challenge im Lüderitz-Kanal in Namibia mit 52,05 Knoten (96,39 km/h) einen neuen Geschwindigkeits-Weltrekord im Windsurfen über 500 Meter auf. Die britische Windsurferin Zara Davis erreichte dort 45,83 Knoten (84,87 km/h) und war damit die weibliche Geschwindigkeits-Weltrekordhalterin. 2015 verbesserte Albeau seinen Rekord auf 53,27 Knoten (98,66 km/h), bei den Damen erreichte Karin Jaggi 46,31 Knoten (85,77 km/h). Im November 2021 erhöhte Björn Dunkerbeck den Geschwindigkeits-Weltrekord (gemessen für 2s im Lüderitz-Kanal) auf 55,98 Knoten (103,67 km/h).

### Ableger
Aus dem Windsurfen und dem Wakeboarding ist das Kitesurfen entstanden. Es ist seit etwa 2001 in Mitteleuropa verbreitet und wurde um 1995 in den USA erfunden. Dabei wird das Segel durch einen großen Lenkdrachen ersetzt. Die Surfbretter zum Kiten, die sogenannten Kiteboards, sind viel kleiner und haben kaum Auftrieb. Sie gleichen am ehesten den Wakeboards beim Wasserskilaufen. Eine weitere Variante, die Elemente des Windsurfens und des Kitesurfens kombiniert, ist das Wingsurfen, bei dem man auf dem Surfbrett stehend einem aufblasbaren Flügel in den Wind hält.

### Windsurfen heute
Im neuen Jahrtausend ist der Medienrummel um die Sportart zurückgegangen. Einerseits haben die Kitesurfer den Surfern beim Publikum den Rang abgelaufen, andererseits war Windsurfen kein attraktiver Sport für Zuschauer. Die Abhängigkeit von Wind und Wetter machten Live-Übertragungen im Fernsehen kaum planbar und die Zuschauer vor Ort bekamen am Strand oftmals nicht viel von dem mit, was draußen auf dem Wasser passierte. Zudem gehört Windsurfen zu den nur schwer zu erlernenden Sportarten, was die Anzahl der Ausübenden in Grenzen hält und mit verhindert, dass Windsurfen zum Massensport wird. Windsurfen ist kein Hobby, das nebenbei erlernt wird wie zum Beispiel Radfahren oder Laufen. Insbesondere die perfekte Beherrschung moderner Surfbretter ist im Gegensatz zum Windsurfen mit den Schulungsbrettern nur schwer zu erlernen.
Ein Breitensport und Funsport ist Windsurfen aber längst geworden. Quer durch alle Berufs- und Altersgruppen – vom 10-jährigen Schüler bis zum 75-jährigen Rentner – haben sich an den Surfspots Gemeinschaften entwickelt. Jedoch fällt auf, dass der Sport zu gut 90 Prozent von Männern betrieben wird.
In Deutschland hat Peter Raatz im Jahre 1972 den heute ältesten Windsurfingverein der Welt gegründet (WSeV Berlin). Dieser Verein etablierte Windsurfen als eine Segeldisziplin im Regattasport. 1984 und 1988 stellte der Verein den deutschen Teilnehmer bei den Olympischen Sommerspielen.
2011 hat die Professional Windsurfers Association Live-Wertungen und kommentiertes Live-Streaming für die Wettbewerbe der World-Tour eingeführt. Sowohl am Strand als auch im Internet können die Zuschauer damit das Geschehen auf dem Wasser besser verfolgen. Seit einigen Jahren werden in der World-Tour auch kamerabestückte Drohnen eingesetzt, über welche das Geschehen live per Internetstream verfolgt werden kann.

## Material und Zubehör

### Surfbrett
Das Sportgerät besteht aus einem stromlinienförmigen Schwimmkörper, dem Surfbrett, dessen Volumen sich nach dem Können und Gewicht des Sportlers richtet. Da kleinere Bretter weniger kippstabil, voluminösere dagegen weniger wendig sind, liegt das Volumen der Surfbretter meist zwischen 65 und etwa 225 Litern und wird je nach Einsatzzweck ausgewählt. Die Brettlänge liegt dabei zwischen 2,20 und 2,80 Metern, bei einer Breite von 48 bis 101 cm. Zum Erlernen werden Windsurfbretter mit viel Volumen und somit großer Kippstabilität genutzt.
Die Variationen der Brettformen sind seit den Anfängen um 1975 stark angestiegen – für fast jedes denkbare Einsatzgebiet wurden Bretter entwickelt. Bis Mitte der 1980er waren die Verdränger-Typen mit etwa 20 kg Gewicht und teilweise einem Kiel, ansonsten mit einem Schwert, verbreitet. Diese wurden schnell von kleinen, gleitfähigen Typen abgelöst, die nur noch etwa 7 kg Gewicht haben. Bei der Produktion haben auch hier leichte und sehr steife Materialien wie kohlenstofffaserverstärkter Kunststoff („Carbon“, „Kohlefaser“) oder mit Aramidfasern „Kevlar“ verstärkter Kunststoff Einzug gehalten.
Fast alle Serienbretter werden heute in einem Werk der Firma Cobra in Thailand hergestellt, andere Hersteller produzieren unter anderem in Vietnam oder Tunesien.

### Rigg/Segel
Der Mastfuß am Surfbrett ist über eine freibewegliche Verbindung – den Powerjoint – mit dem Rigg verbunden. Das Rigg besteht aus einem biegefähigen Mast (gegebenenfalls mit einer Mastverlängerung), einem Gabelbaum zum Festhalten und dem Segel. Während zunächst Mast und Gabelbaum noch recht umständlich nur durch Tampen verbunden waren, wurde zurückgehend auf eine Erfindung von Karl Robert Kranemann aus 1984 durch die Fa. Schütz Werke GmbH & Co. KG, Selters mit den Marken ART und Fanatic eine Schnellspannverbindung am Markt eingeführt. Kranemann erteilte weiterhin auch der Fa. Mistral eine Lizenz. Die Schnellspannverbindung hat sich im weiteren Verlauf durchgesetzt und ist heute Standard.
Der Mast besteht aus glasfaserverstärkten Kunststoffen und kann zur Gewichtsersparnis mit Carbon verstärkt sein. Die Kennzahl IMCS („Indexed Mast Check System“) des Mastes bezeichnet die Masthärte und -steifigkeit und muss auf die Vorgabe des Segelherstellers abgestimmt sein. Je niedriger der Wert ist, desto weicher ist der Mast. Je nach Segel werden meist Masten von 360 cm bis 580 cm Länge verwendet.
Neben dem Standard Diameter Mast (SDM) gibt es seit etwa 2000 deutlich dünnere Masten, die als Reduced Diameter Mast (RDM) bezeichnet werden. Die RDM-Masten zeichnen sich durch einen verkleinerten Radius bei erhöhter Wandstärke aus. Ein SDM-Mast hat am Mastfuß einen Innendurchmesser von 48,5 mm, beim RDM-Mast beträgt er 33 mm. Bei gleicher Steifigkeit erfordert der kleinere Durchmesser eine größere Wandstärke des Masts, wodurch er schwerer ist.
Beispiel:
- RDM-Mast: 430 cm, 100 % Carbon, IMCS 21, Gewicht: 1850 g
- SDM-Mast: 430 cm, 100 % Carbon, IMCS 21, Gewicht: 1480 g

Der Hauptvorteil eines RDM-Masts besteht in der besseren Anströmung des Segels. Viele Windsurfer schätzen auch das bessere „Flexverhalten“ bei Freestylemanövern.
Der Gabelbaum besteht aus Aluminium- oder Carbonholmen und dient zum Aufspannen des Segels und als Haltegriff für den Sportler. Die Länge des Gabelbaumes ist verstell- und arretierbar, um das Segel optimal abstimmen zu können.
Ein modernes Windsurfsegel besteht aus Monofilm (durchsichtige Polyester-Folie, Mylar) und Dacron (gewebtes Polyester), teils Mylar-beschichtet. Je nach Preisklasse des Segels werden besonders beanspruchte Teile mit Kevlar-Gewebe verstärkt. Für einen besseren Vortrieb und einen stabilen Druckpunkt verfügen sie über mehrere, teilweise durchgehende, Segellatten. Sehr leistungsfähige Segel haben Camber, mit denen sich die Segellatten am Mast abstützen. Dadurch wird die Druckpunkt- und Form-Stabilität nochmals erhöht; das Handling in Manövern verschlechtert sich jedoch. Die Segelfläche kann zwischen 1,5 m² (für Kinder) und 12,5 m² liegen und richtet sich nach dem Körpergewicht, dem Können und maßgeblich der Windstärke.

## Windsurfen lernen

### Problemstellung

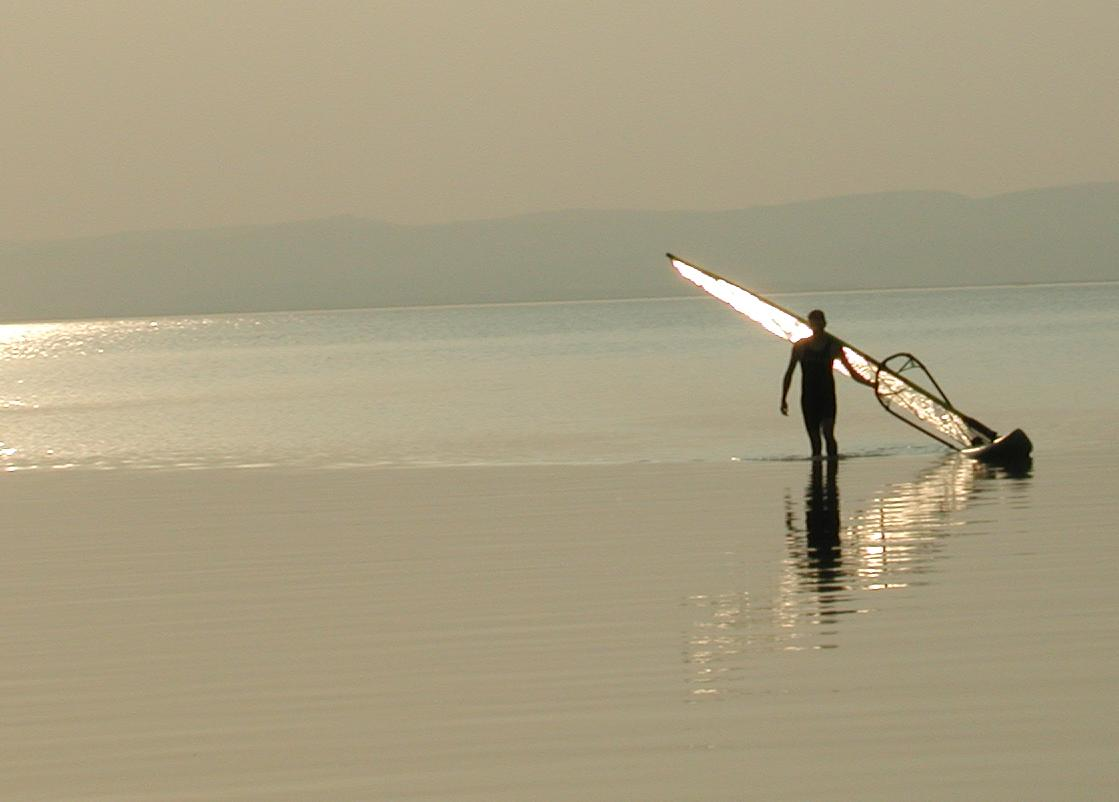
Ohne Wind kann ein Sinker nur gehend oder schwimmend an Land gebracht werden.

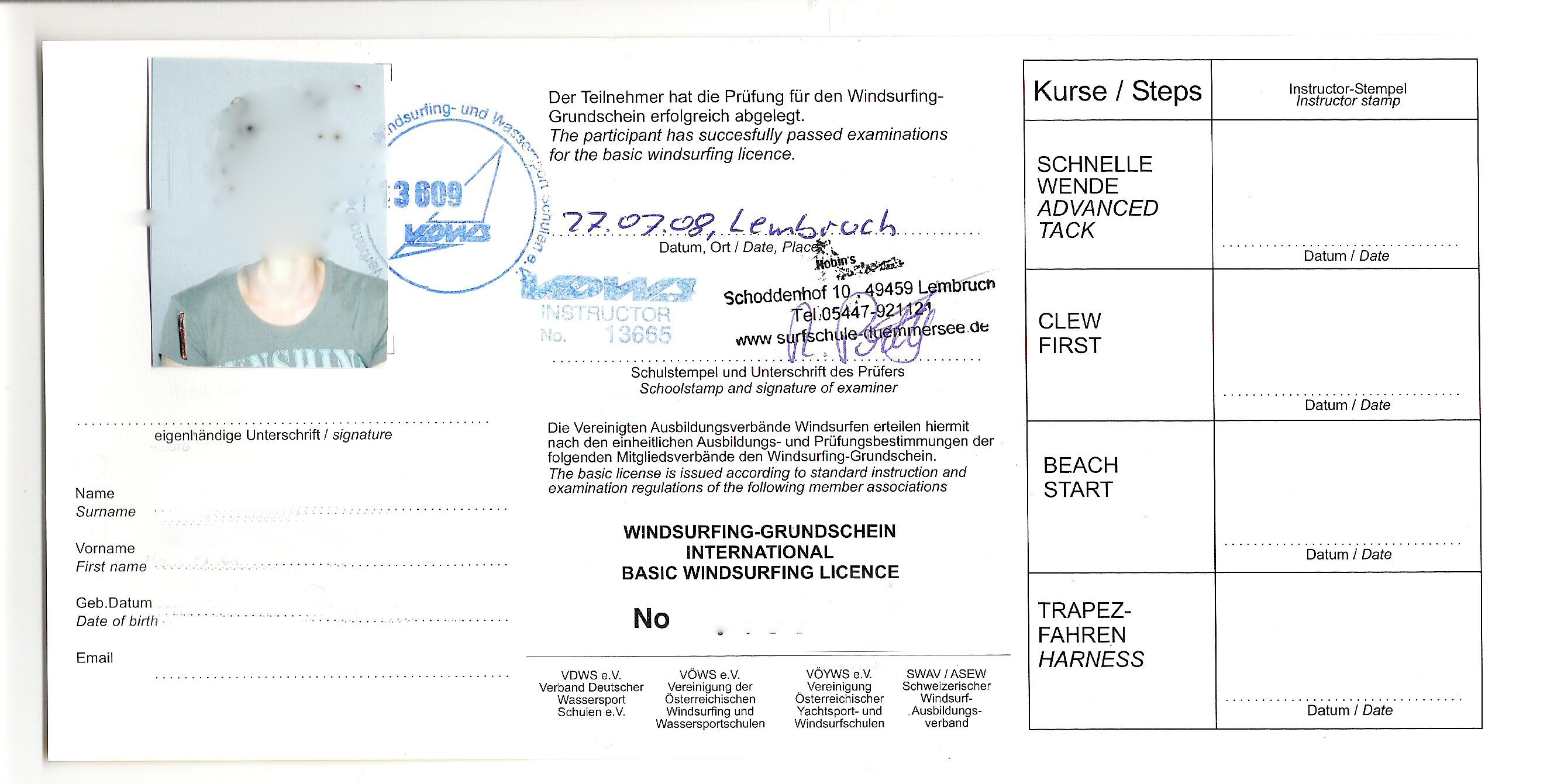
Surfschein (Seite 1)

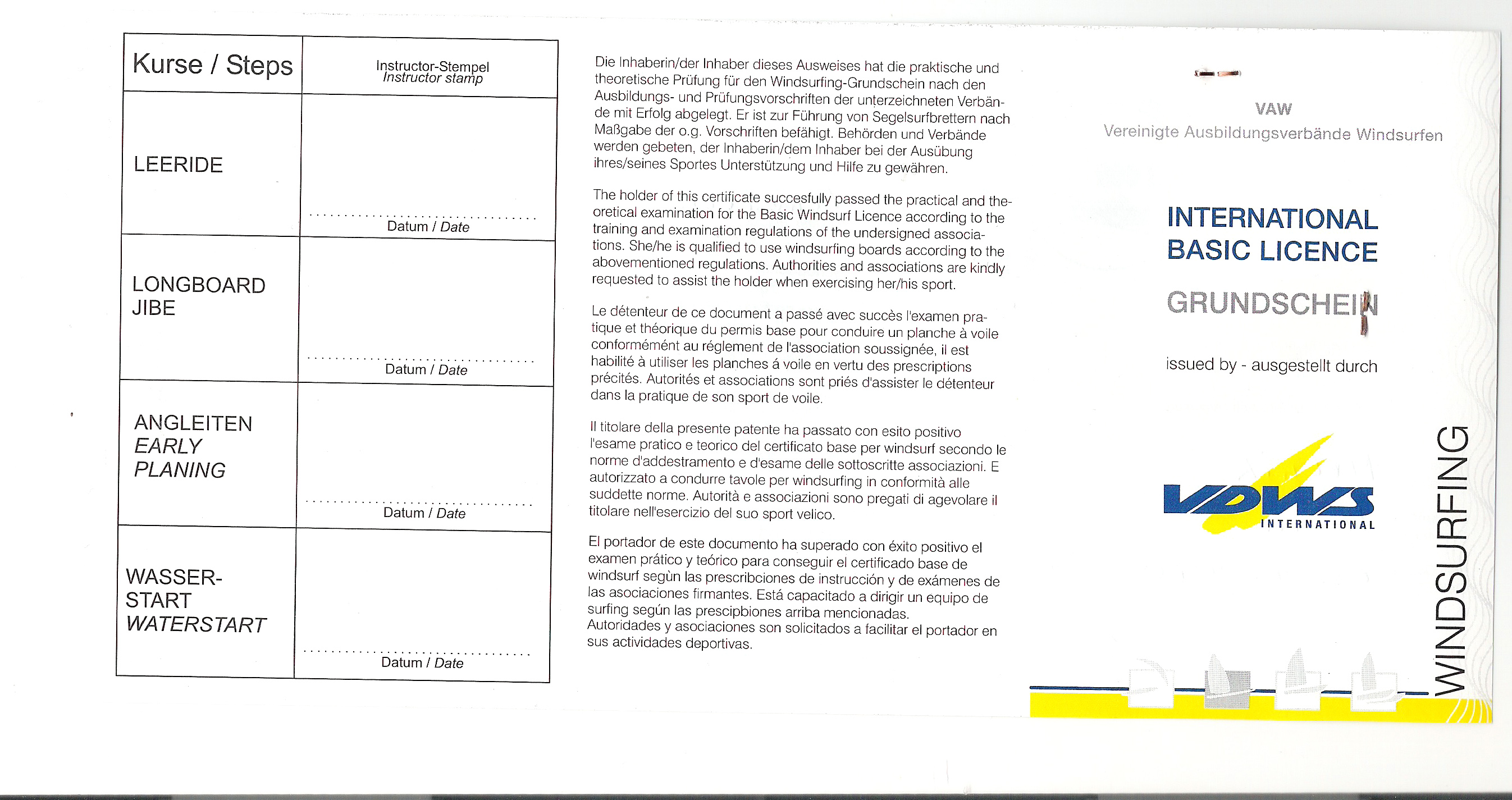
Surfschein (Seite 2)

Die Schwierigkeit beim Windsurfen besteht hauptsächlich in der Fähigkeit, das Gleichgewicht des eigenen Körpers mit der Segelstellung zum Wind zu kontrollieren. In Surfschulen kann man heute das Windsurfen in entsprechenden Kursen bereits in 10–12 Stunden erlernen. Dies wird durch besonderes Anfängermaterial ermöglicht. So bieten Bretter für Anfänger heute ein hohes Maß an Kippstabilität, was es dem Schüler einfacher macht, sich auf die Segelsteuerung zu konzentrieren.
Für einen Anfänger ist ein Brett mit Schwert die bessere Wahl, da es für bessere Kippstabilität sorgt und einem Abtreiben zur windabgewandten Seite entgegenwirkt. Bei kleineren Brettern findet man nur noch die Finne vor, da das Schwert beim Gleiten stört und die Geschwindigkeit verringert. Erfahrenere Windsurfer wählen meist ein möglichst kleines Surfbrett mit weniger Auftrieb, da dieses eine höhere Drehfreudigkeit aufweist. Dabei kann der Auftrieb geringer als das Gewicht des Sportlers sein, so dass das Brett erst beim Fahren durch den dynamischen Auftrieb an die Wasseroberfläche gehoben wird und auf dieser gleitet. Solche kleinen Bretter werden auch als Sinker bezeichnet. Verständlicherweise ist ein Aufholen des Segels durch die Startschot (Aufholleine) bei Sinkern nicht mehr möglich, deshalb muss man auf diesen kleinen Brettern den Wasserstart beherrschen (siehe Kapitel Starttechnik).

### Fahrtechnik

Der Sportler ist per Hüfttrapez, Fußschlaufen und mit den Händen mit dem Sportgerät verbunden.

Die grundlegenden Techniken des Windsurfens werden in Surfschulen bereits in wenigen Tagen vermittelt, sodass ein Anfängerbrett sicher bei leichtem Wind gesteuert werden kann. Die richtige Verwendung von Fußschlaufen und Trapez kann in Fortgeschrittenenkursen erlernt werden und gestaltet sich schon zeitaufwendiger. Die höchste Könnensstufe wird durch die Beherrschung des Kurzbrettes erreicht.

#### Richtungsänderung
Um die Fahrtrichtung zu beeinflussen, wird das Segel nach vorne oder hinten geneigt. Beim nach vorne Neigen (Abfallen) dreht sich der Bug vom Wind weg und umgekehrt beim nach hinten Neigen (Anluven) des Segels in den Wind hinein.
Bei mittlerer Stellung des Segels (weder nach vorne oder nach hinten geneigt), befindet sich der Druckpunkt des Segels über dem Druckpunkt des Schwertes, wie es Einsteiger-Boards aufweisen. Wird nun das Segel nach vorne geneigt, wandert der Druckpunkt (Windkraft) des Segels vor den Druckpunkt des Schwertes (Wasserwiderstand) und die Windkraft bewirkt eine Drehung des Surfbrettes mit der Spitze vom Wind weg. Dagegen wird bei einer Neigung des Segels nach hinten der Druckpunkt des Segels hinter den Druckpunkt des Schwertes verschoben und das Surfbrett dreht mit der Nase gegen den Wind. Die Neigung des Mastbaumes zusammen mit dem Segel ist möglich, da er mit einem Gelenk (dem sogenannten Powerjoint) auf dem Brett befestigt ist. Diese Möglichkeit – den Mast zu neigen – unterscheidet das Surfbrett vom normalen Segelboot. Dagegen hat das normale Segelboot ein Ruder zur Steuerung.
Bei höheren Geschwindigkeiten, wenn das Board Gleitfahrt hat, wird die Fahrtrichtung fast ausschließlich über das Ankippen des Brettes mit den Füßen gesteuert. Durch tieferes Eintauchen der belasteten Brettseite erhöht sich auf dieser der Strömungswiderstand, während er sich auf der gegenüberliegenden Seite verringert. Durch diesen Bremseffekt dreht sich das Surfbrett in die gewünscht Richtung. Vor allem in der Welle entstehen damit spektakuläre Manöver wie der cut back.

#### Gabelbaum, Trapez und Fußschlaufen
Surfer verringern die Beanspruchung der Arme beim Halten des Segels am Gabelbaum durch ein Trapez. Dabei handelt es sich entweder um einen kompakten Hüftgürtel oder eine Art Sitzhalterung, an denen vorne ein Metallhaken befestigt ist. Dieser unten offene Trapezhaken wird in ein kurzes Seil – den Trapeztampen – eingehängt, welcher am Gabelbaum befestigt ist und den größten Teil der Zugkraft des Windes aufnimmt. Zum Aushaken des Trapeztampens wird der Gabelbaum kurz zum Körper gezogen, sodass der Tampen aus dem Haken herausfällt. Die Hände am Gabelbaum werden, bei richtigem Trimm, nur noch für Korrekturen und im Manöver beansprucht. Und um einen festen Stand zu gewährleisten, befinden sich am Heck des Brettes drei bis sechs fest verschraubte Fußschlaufen aus weichem Material, in die die Füße bis zum Rist gesteckt werden.
Der Surfer ist so mit den Händen, mit der Hüfte und mit den Füßen mit dem Sportgerät verbunden und kann eine stabile und relativ kräfteschonende Lage einnehmen.

### Starttechnik
Als Anfänger übt man zunächst den Schotstart. Dabei liegt das Segel in Lee und das Brett, möglichst auf Halbwindkurs, in Luv. Auf dem Brett stehend wird das Rigg mit einem dicken (griffigen) Kunststoff-Seil, der Startschot, aus dem Wasser gezogen. Dies ist sehr anstrengend, da das Segel gegen die Windkraft hochgezogen wird und das Board durch den zunehmenden Winddruck im Segel unkontrolliert zu fahren beginnt. Den Moment, in dem das Gabelbaumende ruckartig das Wasser verlässt und das Segel nach Lee schwingt, gilt es auszubalancieren. In einer koordinierten Abfolge von Ergreifen und Stellen des Mastes, Heranziehen des Gabelbaumes und Gewichtsverlagerung durch Änderung der Fußposition, alles in Abhängigkeit von der Windstärke, beginnt die kontrollierbare Vorwärtsbewegung des Brettes.
Als Nachfolgetechnik wird der Beachstart gelehrt. Dabei liegt das Brett in Lee und idealerweise auf Halbwindkurs, um den Segeldruck möglichst leicht kontrollieren zu können. Das Rigg wird in Fahrtstellung gehalten und das Surfbrett aus knie- bis hüfttiefem Wasser von Luv her in Richtung Mastfuß mit dem hinteren Fuß zuerst bestiegen. Hierbei arbeitet man mit dem Wind und nicht dagegen, wie beim Schotstart. Je tiefer das Wasser ist, umso mehr Wind wird benötigt, um sich vom Wind auf das Brett ziehen zu lassen.
Als fortgeschrittene (und bei Sinkern allein mögliche) Startmethode lernt man den Wasserstart. In der Regel ist hier entsprechend mehr Wind als beim Beachstart notwendig, geübte Windsurfer beherrschen den Wasserstart jedoch auch bei Windstärken, die gerade ausreichen, um das Rigg aus dem Wasser zu heben. Das Ausrichten des Brettes und Segels muss beim Wasserstart schwimmend geschehen. Stimmt die Position, kann man durch Andrehen des Riggs Wind fangen, setzt zuerst den hinteren Fuß auf das Brett, verlagert das Körpergewicht möglichst weitgehend auf den Mastfuß und lässt sich vom Segel aus dem Wasser ziehen. Bei wenig Wind wird das Rigg möglichst senkrecht aufgestellt und der Surfer zieht sich in einer Art Klimmzug hoch, bei höheren Windstärken ist das Verlagern des Körpergewichtes vom Mastfuß weg erforderlich.
Während man nun Fahrt aufnimmt, wird der Trapezhaken eingehängt und erst der vordere, dann der hintere Fuß in die Schlaufen gestellt.
Es kann beim Wasserstart hilfreich sein, wenn man das Segel mit dem Gabelbaum auf das Heck des Brettes legt, da es dann leichter gegen den Wind aus dem Wasser zu heben ist. Bei moderneren Brettern ist der Mastfuß jedoch meist so weit hinten platziert, dass man den Gabelbaum höchstens auf den Unterarm legen kann, während die Hand das Heck des Brettes ergreift.

### Manöver

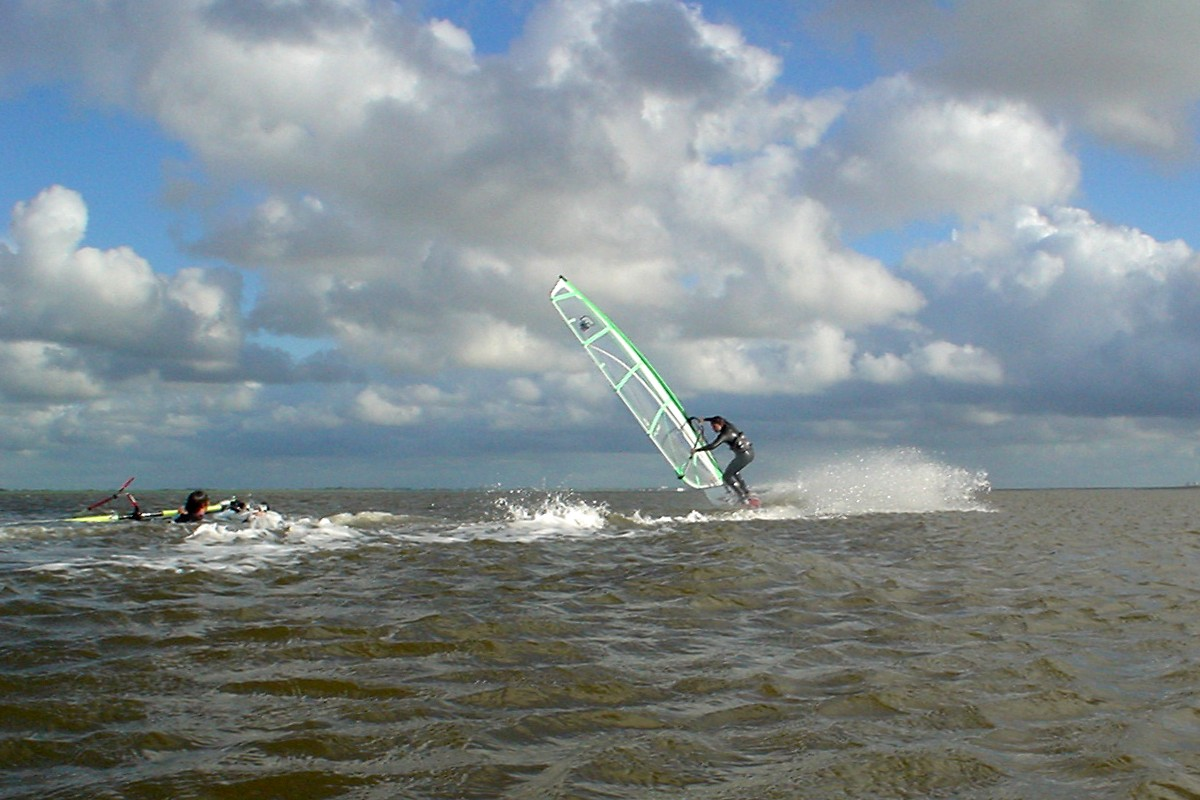
Powerhalse

Als erste zu erlernende Manöver gelten die Wende und die Halse – die meisten Windsurfer geben sich dann mit diesem Niveau voll und ganz zufrieden. Um die Windsurfmanöver der Freestyler oder Profis zu erlernen, ist reichlich Übung und eine gewisse Begabung notwendig.
Die Manöver, von Surfern Moves genannt, werden in folgende Kategorien unterteilt:
- Grundmanöver (Basics), die für den Start und für Kurswechsel erforderlich sind.
- Old School sind Freestyle-Manöver, die bis Anfang der 1990er Jahre erfunden wurden. Das sind spektakuläre Loopings und gesprungene Tricks.
- New School sind die mehr artistischen Freestyle-Manöver; dabei rotieren Mensch und/oder Material nahe der Wasseroberfläche.
- Außerdem gibt es viele Manöver, die nur in der Welle möglich sind, wie der Cut Back, Double front Loop oder der One-handed Tabletop off the lip.

### Trimm für Manöver
Damit die Komponenten des Sportgerätes optimal funktionieren, kommt dem Trimm eine besondere Bedeutung zu. Dazu gibt es im Wesentlichen folgende Einstellmöglichkeiten:
1. Die Position der Fußschlaufen wird auf Körpergröße und Gewicht des Sportlers abgestimmt. Racer stehen aber weiter hinten und außen als Freestyler.
2. Die Form und Position der Finne beeinflusst Drehfreudigkeit und Höchstgeschwindigkeit.
3. Die Position des Mastfußes wird in der Mastspur ungefähr in der Mitte des Surfbrettes verstellt. Je größer das Segel, desto weiter muss der Mastfuß nach vorne justiert werden, um ein Anluven zu verhindern.
4. Am Schothorn wird mittels Tampen das Segel so gespannt, dass die Segellatten ihre vom Hersteller vorgesehene Position zum Mast einnehmen können. Hier wird meist ein Kompromiss zwischen bauchig und zugstark gegenüber flach und stabil angestrebt.
5. Das Vorliek wird zum Mastfuß über Tampen gespannt und biegt den Mast so weit, wie vom Segel-Hersteller vorgegeben wird. Dabei soll der oberste, achtere Teil des Segels in Falten liegen, damit das Segel Windböen absorbieren kann. Der Fachbegriff dazu ist loose leech, was so viel wie „loses Segeltopp“ bedeutet.
6. Die Spannung der Segellatten schließlich bestimmt das Tragflächenprofil des Segels und somit Stabilität und Vortrieb.
7. Die Position der Trapeztampen am Gabelbaum und die Position des Gabelbaumes am Mast bestimmen den Hebel, mit dem das Körpergewicht des Sportlers dem Winddruck entgegenwirkt.

### Klassische Fehler
Beim sogenannten spin out reißt an der Finne der Wasserstrom ab und Luftbläschen bilden Verwirbelungen, die die richtungsstabilisierende Wirkung der Finne nicht mehr gewährleisten. Dies hat für den Sportler den Effekt, dass beim Gleiten das Brett plötzlich seitlich wegrutscht. Damit wird das Surfbrett unsteuerbar, was oft zu einem Sturz führt. Die Ursache ist ein zu hoher Druck auf die Seitenfläche der Finne. Als Gegenmaßnahme kann eine größere Finne eingebaut werden, der Mastfuß nach vorne verschoben oder der Fahrstil bzw. der Kurs zum Wind geändert werden. Mit einigem Geschick kann man das Brett bei einem „spin out“ wieder auf Kurs bringen, wenn man das Heck mit dem Fuß in der hinteren Fußschlaufe ruckartig zu sich heranzieht und das Gewicht zum Mastfuß hin verlagert, was zum nachfolgenden Fehler führen könnte.
Bei Starkwind besteht die Gefahr eines Schleudersturzes, wenn man zu nah am Mastfuß steht und durch eine plötzliche Böe mit dem Rigg über das Surfbrett geschleudert wird. Dabei wird man u. U. aus den Fußschlaufen gehoben, vom Trapez kann man sich jedoch nicht mehr losmachen. Um Kopfverletzungen bei einem Aufschlag auf Gabelbaum, Mast oder Brett vorzubeugen, lässt man den Gabelbaum beim Schleudersturz keinesfalls los und hält dabei die Arme ausgestreckt. Dieser Fehler passiert vor allem unerfahrenen und ungeübten Windsurfern, mit fortgeschrittener Könnensstufe erlebt man einen Schleudersturz nur noch als Folgewirkung eines missglückten Manövers.

### Ausweichregeln
Im Bereich der Binnengewässer und der BinSchStrO gelten Windsurfer nach § 1.01 Nr. 14 BinSchStrO als „Kleinfahrzeug unter Segeln“. Sie sind damit Segelbooten gleichgestellt. Sie müssen ausweichen:
1. Fahrzeugen der öffentlichen Sicherheitsdienste wenn sie im Einsatz (Blaulicht etc.) sind: Polizei, Hafenbehörden, Rettungsdienste, Feuerwehr, Zoll und andere
2. Vorrangfahrzeugen und schwer bewegliche Fahrzeuge (Linienschiffe (grüner Ball), Fähren und andere)
3. Fahrzeugen der Berufsfischerei (Kennzeichen in Österreich: weißer Ball)
4. Großfahrzeugen (d. h. Fahrzeugen ab 20 m Länge) ist der nötige Raum zu lassen, diese sind nicht ausweichpflichtig
5. Gegenüber Segelfahrzeugen gelten die Ausweichregelungen zwischen Segelfahrzeugen

Vorrang besteht gegenüber Kleinfahrzeugen mit Motorantrieb und Kleinfahrzeugen, die weder mit einer Antriebsmaschine noch unter Segel fahren.
Im Bereich der SeeSchStrO haben nach § 31 Abs. 2 SeeSchStrO Wassersportgeräte (Zugboote der Wasserskiläufer und von Wassersportanhängen, Wassermotorradfahrer, Kite- und Segelsurfer) allen anderen Fahrzeugen auszuweichen. Für die Wassersportgeräte untereinander gelten die allgemeinen Kollisionsverhütungsregeln. Auf den Seeschifffahrtstraßen sind Windsurfer also ausweichpflichtig gegenüber:
1. Fahrzeugen der öffentlichen Sicherheitsdienste wenn sie im Einsatz (Blaulicht etc.) sind: Polizei, Hafenbehörden, Rettungsdienste, Feuerwehr, Zoll und andere
2. Vorrangfahrzeugen und schwer bewegliche Fahrzeugen (Linienschiffe (grüner Ball), Fähren und andere)
3. Fahrzeugen der Berufsfischerei (Kennzeichen in Österreich: weißer Ball)
4. Flößen
5. Segelfahrzeugen
6. Ruderfahrzeugen
7. Fahrzeugen mit Maschinenantrieb ausgenommen (Fahrzeuge gemäß Ziffer 1 bis 3)
8. Schwimmkörper, ausgenommen Flöße.

Gegenüber anderen Wind- und Kitesurfern gelten die Ausweichregeln zwischen Segelfahrzeugen:
1. Bei entgegenkommenden Surfern: Kurshaltepflicht für den, der das Schot an Backbord liegen hat, Ausweichpflicht für den mit Steuerbord-Schot. Mit Schot ist beim Windsurfen das hintere Gabelbaumende, das Schothorn, gemeint. Wenn also die rechte Hand näher beim Mast ist, hat man Kurshaltepflicht und wenn es die Linke ist, dann hat man Ausweichpflicht. Beim Kiten wird unter Schot die Position des Lenkdrachens zur Längsachse des Brettes verstanden. Merksatz: „Backbord-Schot vor Steuerbord-Schot“ oder „Steuerbordbug weicht Backbordbug“.
2. Bei Kollisionskurs im spitzen Winkel auf ähnlichem Kurs: Kurshaltepflicht für den, der in Lee fährt, Ausweichpflicht für den Surfer in Luv. Das deshalb, weil der in Lee fahrende Surfer den in Luv fahrenden im Rücken hat und kaum sehen kann. Merksatz: „Lee vor Luv“.
3. Überholt wird nach Möglichkeit immer in Luv. Dem Überholten muss die Möglichkeit des Abfallens, zum Beispiel für die Halse, gelassen werden. Merksatz: „Vorbei in Luv“.
4. In der Hafeneinfahrt: Einfahrer vor Ausfahrer, damit Surfer mit beschädigtem Material oder mit körperlichen Problemen ungehindert den sicheren Hafen erreichen können. Merksatz: „Erst rein, dann raus“.

## Wettkämpfe

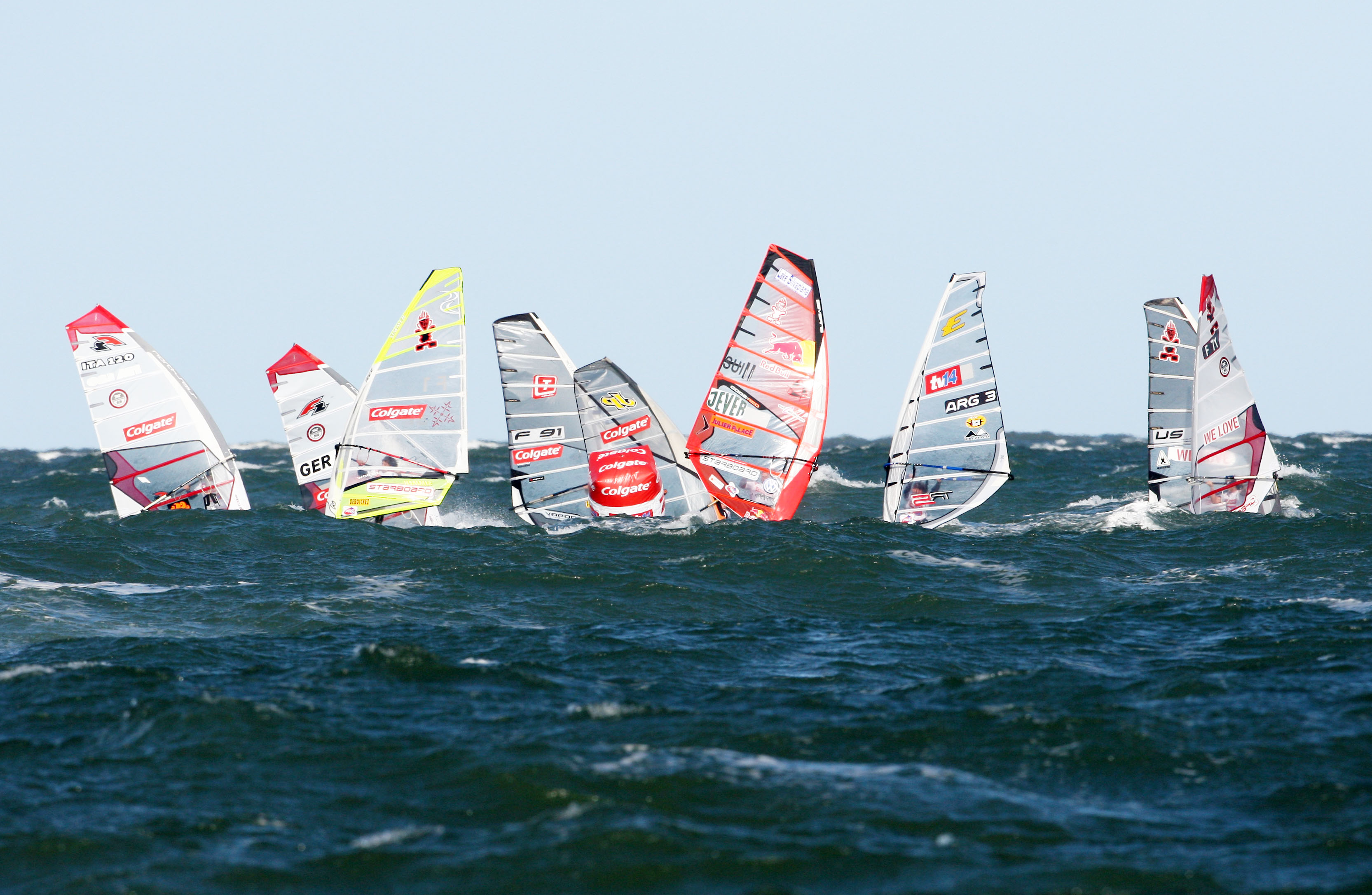
Slalom 42 Rennen beim Windsurf World Cup Sylt

### Allgemeines
Offizielle Windsurfwettkämpfe werden erst ab einer bestimmten Windgeschwindigkeit (z. B. 10 Knoten) veranstaltet. Das Windlimit ist jeweils so festgelegt, dass mit dem zugelassenen Material die Kurse sinnvoll befahren werden können. Bei einem Slalom 42 beispielsweise muss der Wind so stark sein, dass die Bretter den Gleitzustand erreichen und durchglittene Halsen gefahren werden können.
Freestyle (Vielfalt, Originalität und Ausführung artistischer Elemente wie Loopings, Drehungen und Sprünge) und Waveriding (Sprünge über die Wellen und das Abreiten der Wellen) sind durch Kampfrichter bewertete Wettbewerbe. Olympische Klasse, Formula Klasse,  Kursrennen und Slalom 42 sind Rennen, bei denen viele Teilnehmer einen festgelegten Kurs absolvieren. Indoor sind Hallenwettbewerbe und Long Distance sind Langstrecken-Wettfahrten.

### Olympia
Das Windsurfen wurde für Männer 1984 in Los Angeles olympische Disziplin, die Frauen folgten 1992 in Barcelona.
Die Ausrüstung der olympischen Klasse ist für alle Teilnehmer gleich. Für die Olympischen Spiele 1984 setzte sich bei der IYRU (International Yacht Racing Union) der deutsche Windglider als einzig zulässiger Surfbretttyp gegen den weltweit meistgefahrenen Typen Windsurfer durch. 1996, 2000 und 2004 wurden die Windsurfregatten auf dem Mistral One Design gefahren. Auf der ISAF-Jahreshauptversammlung 2005 wurde der Neilpryde-Vorschlag „RS:X“ zum neuen Olympiaboard für die Olympischen Spiele 2008 in Peking gewählt. National und international wichtige RS:X Regatta-Termine und Ergebnisse kann man beim DWSV abrufen.
Im Mai 2012 gab die ISAF bekannt, nach den Olympischen Spielen 2012 Windsurfen durch Kitesurfen zu ersetzen. Diese Entscheidung wurde 6 Monate später zurückgezogen.
Bei den Olympischen Sommerspielen 2024 wird das IQFoil eingesetzt.

### Welt- und Europameisterschaften
Jährlich wird mit den Windsurf World Cups von der Professional Windsurfers Association (PWA) die Surfweltmeisterschaft in den Disziplinen Wave, Freestyle und Slalom 42 ausgetragen. Von anderen Organisationen werden Weltmeister für Speed, Racing und in der Formulaklasse gekürt.
Außerdem gibt es die Europameisterschaften im Freestyle, ausgetragen durch die EFPT (European Freestyle Pro Tour).
Im deutschsprachigen Raum finden Wettbewerbe auf Sylt und Podersdorf statt. Der Windsurf World Cup Sylt ist die weltweit größte Veranstaltung dieser Art.

### Trends
Das Speedsurfen gilt als Formel 1 der windbetriebenen Wasserfahrzeuge. Bei hohen Windgeschwindigkeiten muss ein Kurs von 250 oder 500 Metern möglichst schnell durchfahren werden. Ein bekannter Wettbewerb ist die Dunkerbeck GPS Speed Challenge, der für alle Altersklassen offen ist und an dem mit zertifizierten GPS-Datenloggern auch dezentral teilgenommen werden kann.

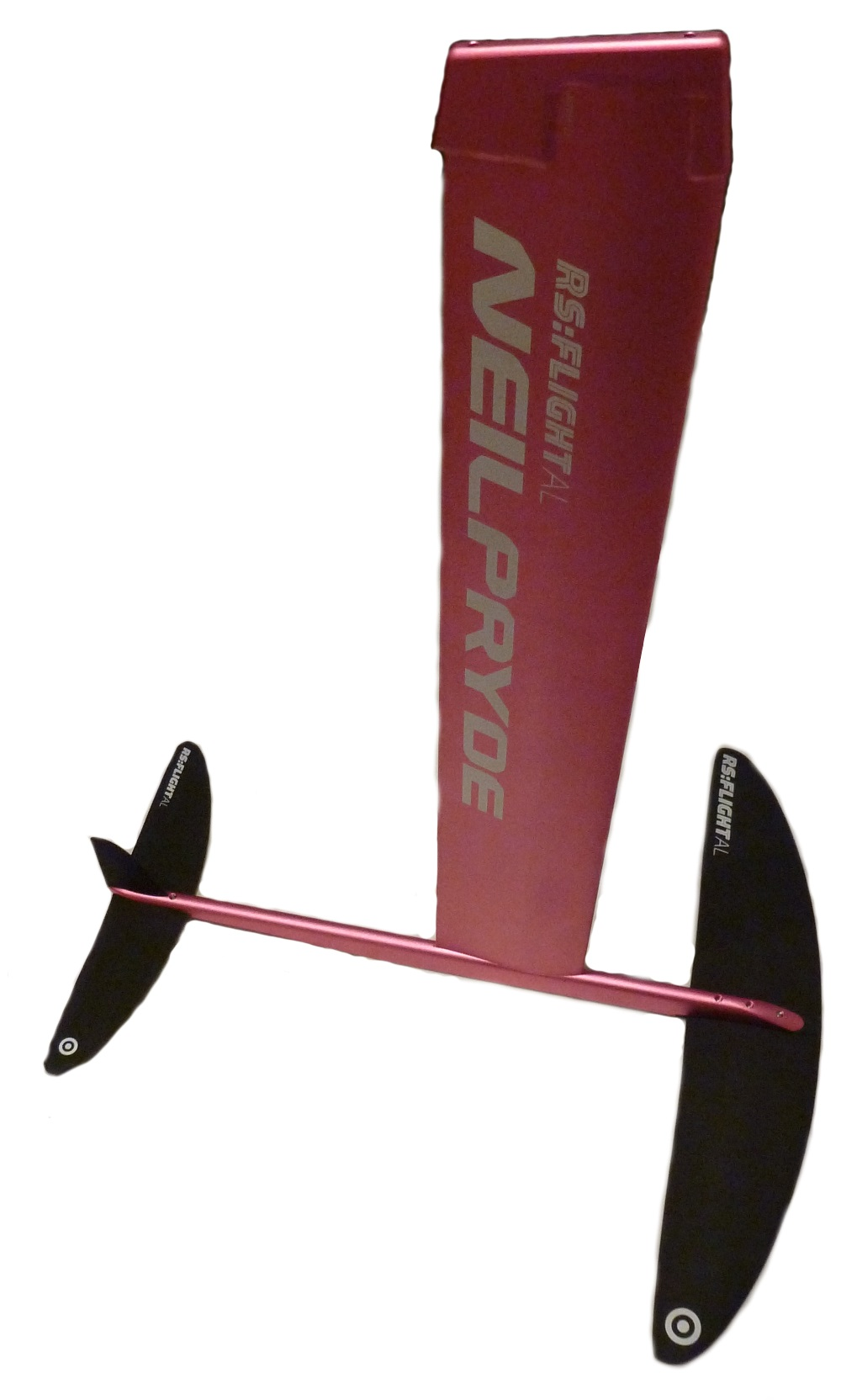
Windsurf-Foil

Beim Windsurf-Foiling wird die klassische Finne durch ein Foil ersetzt. Das Foil ist ein unter Wasser liegender Tragflügel, welches an einer schwertartigen Verlängerung montiert ist. Durch das Foil wird das Board ab einer gewissen Geschwindigkeit aus dem Wasser gehoben und kommt wegen des dann geringen Wasserwiderstandes schneller ins Gleiten als ein normales Windsurf-Brett. Dadurch ist es eine (Renn-)Disziplin, die schon bei Leichtwind, also ab zwei bis drei Windstärken ausgetragen werden kann. Bei dieser Race-Disziplin werden keine Vor- oder Zwischenläufe ausgetragen. Es dürfen maximal vier Wettfahrten am Tag und insgesamt 15 während eines World Cups ausgetragen werden. 2016 wurde auf Sylt erstmals ein Preisgeld im Rahmen eines World Cups vergeben (7500 €). Erste dokumentierte Versuche mit selbst entwickelten Foils in Deutschland gehen zurück auf das Jahr 1977, als Werner Kosellek in Kiel Foils im Selbstbau erstellte.
Der Red Bull Storm Chase (RBSC) ist ein weltweit stattfindender Wettbewerb, bei dem von Januar bis März Stürme ab Windstärke 10 und einer Wellenhöhe von mindestens 4 Metern abgeritten werden. Wie bei der Disziplin Wave werden Wellenritte und Sprünge gewertet. Die vier Finalisten des letzten RBSC sind automatisch gesetzt, vier weitere Teilnehmer können sich online bewerben. Die Vorwarnzeit für die Fahrer beträgt 120 Stunden. Mindestens 60 Stunden vor dem Wettbewerb können sich die Teilnehmer auf die Reise zum Austragungsort begeben.

### Bekannte Sportler

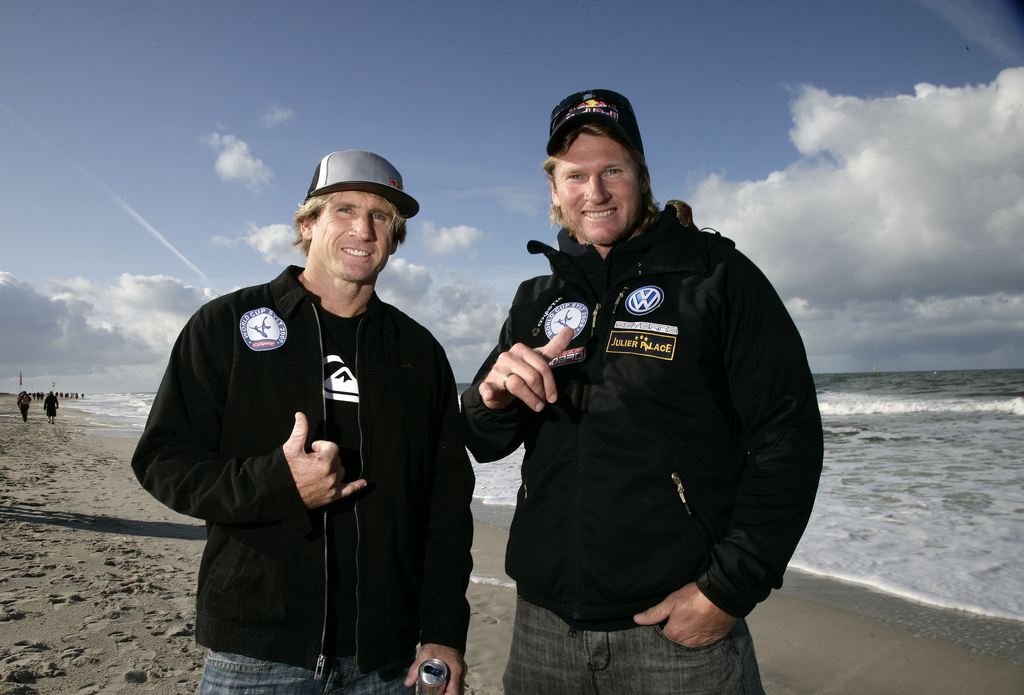
Robby Naish (links) & Bjørn Dunkerbeck

Zu den Legenden der Sportart zählen unter anderem der US-Amerikaner Robby Naish und der niederländisch-dänische 42-malige Weltmeister Bjørn Dunkerbeck sowie die spanischen Moreno Twins bei den Damen. Sie haben neben ihren Erfolgen maßgeblich zur Weiterentwicklung des Sports und Materials beigetragen. Den Rekord für die höchste Welle, die eine Frau jemals geritten ist, stellte die aus Neukaledonien stammende Sarah Hauser auf.
Zu den bekanntesten deutschen Fahrern gehörten in den 1990er-Jahren der mehrfache Deutsche Meister Bernd Flessner und Ex-Weltmeisterin Jutta Müller. In den letzten zehn Jahren machten der deutsche Waverider Klaas Voget sowie Steffi Wahl im Weltcup von sich reden. Mit fünf WM-Titeln gehört Philip Köster zu den etablierten Windsurfern in der Welle.